# 江皋
江皋（1635年—1715年），字在湄，號磊齋，直隸桐城人。明末清初政治人物、書畫家，進士出身。

## 生平
順治十八年（1661年）進士，授官江西瑞昌縣知縣，曾捐款修築江堤。歷官广西柳州府知府，又补平庆道，官至福建興泉永道，為官清廉。有《染香词》。今江皋墓位於桐城市青草鎮王屋山，有張廷玉題寫的碑文。

## 延伸阅读
[在维基数据编辑]
 《清史稿·卷476》，出自趙爾巽《清史稿》